# Neagu Djuvara
Neagu Bunea Djuvara, cunoscut ca  Neagu Djuvara (pronunție în română [ˈne̯aɡu d͡ʒjuˈvara], „Giu-vára”; n. 31 august 1916, București, România – d. 25 ianuarie 2018, București, România), a fost un diplomat, ambasador, filosof, istoric, jurnalist și romancier român de origine aromână.

## Biografie

### Familia Djuvara
Neagu Bunea Djuvara s-a născut într-o familie avută, cu rudele din partea tatălui de origine aromână, comercianți așezați în țările române la sfârșitul secolului al XVIII-lea, ce a dat mulți oameni politici, diplomați și universitari de prestigiu.
Tatăl său, Marcel Djuvara, frate cu ministrul de externe Alexandru Djuvara, șef de promoție la Politehnica din Berlin-Charlottenburg (1906) și căpitan de geniu în armata română, a murit  în cursul marii epidemii de gripă spaniolă din 1918. Tinca Grădișteanu, mama sa, aparținea ultimei generații dintr-un neam de mari boieri munteni.
Familia sa, din partea tatălui, se ocupa (la 1820) cu comerțul vitelor și cerealelor „dela Brașov până la Brăila”, iar la un moment dat o parte a familiei s-a orientat către „profesiuni liberale”, și așa au apărut intelectualii și politicienii din familia Djuvara. După primul război mondial, în urma exproprierilor efectuate de statul român și crizei din 1929, familia devine relativ săracă, iar mama (văduvă) hotărăște plecarea lor în străinătate.

### Educație, studii
Neagu Djuvara și-a făcut studiile la Nisa (primii ani de liceu) și Paris, licențiat în litere la Sorbona (istorie, 1937) și doctor în drept (Paris, 1940). În acei ani, Franța era plină de mișcări radical socialiste (guvernul fiind socialist moderat), multe violențe și greve. Impresionat negativ de aceste evenimente, tânărul Djuvara a devenit interesat de Mișcarea Legionară, ajungând un simpatizant al acesteia.
Dându-și seama că „soluțiile radicale” și mișcările totalitare sunt nocive, partidul unic și dictatura sunt idei groaznice ce duc la crime, a devenit adeptul economiilor de piață libere și a democrațiilor parlamentare de tip vest-european.

### Campania din Basarabia și Transnistria, Stockholm
A luat parte la campania din Basarabia și Transnistria ca plutonier (iunie–noiembrie 1941), fiind rănit aproape de Odesa.
Intrat prin concurs la Ministerul de Externe în mai 1943 (Departamentul Cifru), în dimineața zilei de 23 august 1944 a fost trimis curier diplomatic la Stockholm, în legătură cu negocierile de pace cu Uniunea Sovietică, reprezentată de doamna Aleksandra Kollontai. Numit secretar de legație la Stockholm de guvernul Sănătescu, a rămas în Suedia până în septembrie 1947, când comuniștii au preluat și acest minister.

### Anticomunism și exilul
Anticomunist convins, a colaborat timp de patru ani cu serviciile secrete americane și franceze în vederea antrenării și parașutării de voluntari anticomuniști în România ocupată de Sovietici.
Implicat în procesele politice din toamna lui 1947 hotărăște să rămână în exil, militând până în 1961 în diverse organizații ale exilului românesc: secretar general al Comitetului de Asistență a Refugiaților Români de la Paris, ziaristică la Radio Europa Liberă, secretar general al Fundației Universitare „Carol I”.

### Anii în Niger și doctoratul
În 1961 a plecat în Africa, în Republica Niger, unde a stat douăzeci și trei de ani în calitate de consilier diplomatic și juridic al Ministerului Afacerilor Străine din Niger, fiind concomitent profesor de drept internațional și de istorie economică la Universitatea din Niamey.
Între timp a reluat studiile de filosofie la Sorbona. În mai 1972 a obținut doctoratul de stat (docența) la Sorbona cu o teză de filosofie a istoriei, sub conducerea cunoscutului sociolog și filozof Raymond Aron. Mai târziu a obținut și o diplomă a prestigiosului Institut național de limbi și civilizații orientale (fr) de la Paris (INALCO).

### Întoarcerea în România
Din 1984 până după decembrie 1989 a fost secretar general al Casei Românești de la Paris, după care s-a întors în țară. La Paris fiind, s-a înscris la școala de limbi orientale din capitala Franței, iar după 4 ani, la vârsta de 72 de ani, și-a luat licența în sârbo-croată. Din 1991 și până în 1998 a fost profesor asociat la Universitatea din București. A fost membru de onoare al Institutului de Istorie „A. D. Xenopol” din Iași și al Institutului de Istorie „N. Iorga” din București.
A fost decorat cu Marea Cruce a Ordinului național „Serviciul Credincios” și cu „Ordre des Arts et des Lettres” în grad de Ofițer.

### Titluri onorifice
Neagu Djuvara a primit la 30 octombrie 2012 titlul de Doctor Honoris Causa al Universității din București, în cadrul unei ceremonii care s-a desfășurat în Sala Stoicescu a Palatului Facultății de Drept. Titlul de Doctor Honoris Causa i-a fost atribuit și de către Universitatea „Dunărea de Jos” din Galați, în urma ceremoniei din 5 decembrie 2012.
La 15 martie 2017 președintele Klaus Iohannis l-a ridicat pe Neagu Djuvara la gradul de general de brigadă (cu o stea), în retragere.

### Decesul
Slujba sa de înmormântare a fost oficiată la Catedrala Sfântul Vasile din București, de către Mihai Frățilă, episcop român unit (greco-catolic) de București.

## Activitate ca istoric
Neagu Djuvara a publicat în principal lucrări despre istoria României și a poporului român. O bună parte din cărțile sale se referă la filosofia istoriei, concentrându-se în jurul problemei obiectivității istoriei și istoriografiei.
Djuvara a fost un susținător al continuării cercetărilor referitoare la istoria românilor, punând la îndoială calitatea cercetării din perioada interbelică și perioada comunistă, afirmând că anumite părți ale istoriei au fost accentuate sau suprimate pentru a servi scopuri politice. Ipotezele lansate de Djuvara atrag deseori controverse și sunt văzute ca subminând identitatea națională română, precum teoria sa că nobilimea din formațiunile statale medievale românești ar fi fost de origine cumană.
Neagu Djuvara a analizat în multe dintre cărțile sale relațiile pe care România le-a avut cu Europa, plasând-o politic și cultural „între orient și occident”, caracterizând-o ca fiind „ultima [țară] intrată în ceea ce se numește Concertul European”, referindu-se nu atât la aderarea României la Uniunea Europeană din 2007, cât la orientarea politică a țării către un model politic și cultural de natură occidentală. Acesta și-a exprimat scepticismul față de politica multiculturalismului din Europa, pe care a considerat-o dăunătoare pentru stabilitate în cadrul UE.
De asemenea, a fost un critic al atitudinii excesiv de favorabile occidentului în cadrul politicii românești, sugerând că societatea și cultura română nu pot fi clasificate ca occidentale, oferind ca argumente credința ortodoxă, prezența multor elemente nelatinești în limba română modernă, precum și istoria ultimelor veacuri.
A mai scris despre ceea ce el numește „hegemonia americană” și premisele acesteia, analizând influența Statelor Unite ale Americii asupra politicii globale și, mai restrâns, asupra Europei. Djuvara descrie eforturile SUA de a stabili ceea ce seamănă cu o hegemonie în Europa și alte părți ale lumii ca un „război de șaptezeci și șapte de ani” care a avut loc pe parcursul veacului XX.
Neagu Djuvara a fost perceput ca un popularizator și demistificator al istoriei, publicând cărți adresate celor tineri, precum și cărți care își propun să explice originea istorică a unor figuri de mit, precum Dracula sau Negru Vodă. În memoriile sale, Neagu Djuvara își istorisește viața din exil la Paris și Niamey.

## Onoruri
- În 2000 i s-a conferit Ordinul Național „Pentru Merit” în grad de Mare Cruce.[29]
- În 2006 i s-a conferit Ordinul Național „Serviciul Credincios” în grad de Mare Cruce.[30]
- În 2010 i s-a conferit titlul de cetățean de onoare al orașului Sinaia.[31]
- În 2016 i s-a conferit Ordinul național „Steaua României” în grad de Cavaler.[32]
- La 25 august 2016, cu ocazia împlinirii vârstei de 100 de ani, i s-a conferit titlul de cetățean de onoare al municipiului București „în semn de recunoaștere a activității în domeniul culturii și istoriografiei românești”.[33]
- La 15 martie 2017 i s-a acordat gradul de general de brigadă — cu o stea, în retragere.[34]

## Critici
Deși unele dintre teoriile sale nu sunt acceptate de majoritatea istoricilor români, Neagu Djuvara rămâne unul dintre cei mai importanți istorici români ai secolului XX, încurajând în general o atitudine critică asupra istoriei românilor și a istoriei în general. Opiniile sale legate de glorificarea nejustificată a istoriei naționale au atras la rândul lor critici din partea unor figuri politice naționaliste în România, fiind catalogate drept „antiromânești”, și exercitând o influență nefavorabilă asupra percepției de sine a românilor de acasă precum și a românilor din afara granițelor țării.
Unii dintre istoricii contemporani i-au contestat teoriile și calificarea ca istoric, numindu-l, după propria-i afirmație, „amator”. Studiile sale în domeniu precum și doctoratul de stat în filosofia istoriei acordat de Universitatea Sorbona sunt însă necontestate, iar scrierile sale au căpătat recent o atenție sporită, datorată în mare parte popularității sale din România.

## Lucrări publicate
- Le droit roumain en matière de nationalité , Paris, 1940
- Démétrius Cantemir, philosophe de l'Histoire, în Revue des études roumaines, Paris, 1973
- Civilisations et lois historiques, Essai d'étude comparée des civilisations, Mouton, Paris - Haga, 1975 (premiată de Academia Franceză); carte tradusă în românește sub titlul „Civilizatii si tipare istorice”, Humanitas, 2012, 2013
- Între Orient și Occident. Țările române la începutul epocii moderne, Humanitas, 1995 (Le pays roumain entre Orient et Occident. Les Principautés danubiennes dans la première moitié du XIXe siècle) [35]
- O scurtă istorie a românilor povestită celor tineri, seria Istorie, Humanitas, 1999, 2006, 2008, 2010
- Cum s-a născut poporul român, seria Humanitas Junior, 2001
- Mircea cel Bătrân și luptele cu turcii, seria Humanitas Junior, Humanitas, 2001
- De la Vlad Țepeș la Dracula vampirul, Humanitas, 2003
- Însemnările lui Georges Milesco: roman autobiografic, roman, 2004, 2011
- Există istorie adevărată?, Humanitas, 2004 și 2012 ISBN 978-973-50-3333-0
- Amintiri din pribegie, Humanitas, 2005, 2010; versiune franceză: Bucarest–Paris–Niamey et retour ou Souvenirs de 42 ans d’exil (1948–1990);
- Thocomerius - Negru Vodă. Un voivod cuman la începuturile Țării Românești, Humanitas, 2007, 2011
- Războiul de șaptezeci și șapte de ani și premisele hegemoniei americane (1914 - 1991). Eseu de istorie-politologie, Humanitas, 2008
- Amintiri și povești mai deocheate, Humanitas, 2009 și 2016 ISBN 978-973-50-5489-2
- Ce-au fost „boierii mari” în Țara Românească? Saga Grădiștenilor (secolele XVI–XX), Humanitas, 2010
- Răspuns criticilor mei și neprietenilor lui Negru Vodă, Humanitas, 2011
- Misterul telegramei de la Stockholm din 23 august 1944 și unele amănunte aproape de necrezut din preajma dramaticei noastre capitulări, Humanitas, 2012
- O scurtă istorie ilustrată a românilor, Humanitas, 2013; tradusă și în limba engleză - A Brief Illustrated History of Romanians;
- Trecutul este viu. Filip-Lucian Iorga în dialog cu Neagu Djuvara, Humanitas, 2014 [36]

## Volume colective
- Aromânii: istorie, limbă, destin (coordonator), Editura Fundației Culturale Române, 1996, Editura Humanitas, 2012;
- Pot să vă mai enervez cu ceva? Interviuri între vehemență și emoție, volum coordonat de Ovidiu Șimonca - Nicolae Manolescu, Matei Călinescu, Mihai Șora, Matei Vișniec, Antoaneta Ralian, Andrei Pleșu, Andrei Șerban, Livius Ciocârlie, Paul Cornea, Alexandru Paleologu, Gabriela Adameșteanu, Gheorghe Crăciun, Dumitru Țepeneag, Nora Iuga, Gabriel Liiceanu, Gabriela Melinescu, Ștefan Agopian, Mircea Cărtărescu, Neagu Djuvara, Gelu Ionescu, Petru Cimpoeșu, Bujor Nedelcovici, Mircea Horia Simionescu, Victor Rebengiuc, Marcel Iureș;  Ed. Cartier, 2009;
- Care-i faza cu cititul?, coord. de Liviu Papadima - Florin Bican, Paul Cernat, Ioan Groșan, Dan Lungu, Robert Șerban, Rodica Zane, Cezar Paul Bădescu, Laura Grunberg, Călin-Andrei Mihăilescu, Dan Sociu, Cristian Teodorescu, Călin Torsan, Ioana Bot, Mircea Cărtărescu, Fanny Chartres, Vasile Ernu, Bogdan Ghiu, Simona Popescu, Vlad Zografi, George Ardeleanu, Neagu Djuvara, Caius Dobrescu, Ioana Nicolaie, Ioana Pârvulescu, Doina Ruști; Ed. Art, 2010;
- Cărțile care ne-au făcut oameni, coord. de Dan C. Mihăilescu - Ana Blandiana, Lucian Boia, Mircea Cărtărescu, Ștefan Câlția, Livius Ciocârlie, Andrei Cornea, Neagu Djuvara, Gabriel Liiceanu, Nicolae Manolescu, Mihai Măniuțiu, Horia-Roman Patapievici, Ioana Pârvulescu, Irina Petrescu, Andrei Pleșu, Victor Rebengiuc, Alex Ștefănescu, Valeriu Stoica, Ion Vianu; Ed. Humanitas, 2010;
- Intelectuali la cratiță. Amintiri culinare și 50 de rețete - Gabriel Liiceanu, Adriana Babeți, Adriana Bittel, Ana Blandiana, Emil Brumaru, Mircea Cărtărescu, Marius Chivu, Livius Ciocârlie, Neagu Djuvara, Dan C. Mihăilescu, Ioana Nicolaie, Radu Paraschivescu, Ioana Pârvulescu, Oana Pellea, Monica Pillat, Andrei Pleșu, Tania Radu, Antoaneta Ralian, Grete Tartler, Vlad Zografi; Ed. Humanitas, 2012;
- Evreii din România. Lucrările simpozionului din 17 februarie 2013. Contributori: Andrei Oișteanu, Andrei Pleșu, Neagu Djuvara, Adrian Cioroianu; moderator Aurel Vainer, Ed. Hasefer, București, 2013;
- Ferestre din București și poveștile lor, coord. de Cătălin D. Constantin - Adrian Majuru, Adrian Stoicescu, Adriana Mocca, Alexandra Rusu, Alexandru Bogdan Georgescu, Alexandru Calcatinge, Alfred Dumitrescu, Alyssa Grossman, Ana Maria Moldovan, Anca Nistor, Andreea Răsuceanu, Andreea Roșeț, Andrei Tudor, Angela Martin, Augustin Ioan, Carmen Dobre, Călin Andrei Mihăilescu, Călin Torsan, Cătălin D. Constantin, Cătălina Popescu, Cezar Petre Buiumaci, Ciprian Voicilă, Constanța Vintilă-Ghițulescu, Cosmin Manolache, Cristiana Oprea, Cristina Bogdan, Cristina Cioran, Cristina Rusiecki, Dan Lăcătuș, Daniel Sur, Doina Ruști, Dorin Liviu Bîtfoi, Dragoș Dodu, Șerban Anghelescu, Florentina Hojbotă, Florin Bican, Florina Pârjol, Ioana Fruntelată, Ioana Pârvulescu, Ioana Popescu, Ioana Tudora, Iris Spiridon, Iuliana Alexa, Laura Dumitrescu, Laurențiu Ene, Lelia Zamani, Lila Passima, Lucia Terzea-Ofrim, Lucia Toader, Margareta Șipoș, Maria Ellis, Maria Grecu, Marina Tatarâm, Marius Chivu, Marius Marcu-Lapadat, Marius Vasileanu, Mircea Deaca, Nadia Tunsu, Neagu Djuvara, Nicolae Constantinescu, Oana Fotache, Ovidiu Olar, Paul Cernat, Radu Comșa, Radu Herjeu, Radu Paraschivescu, Rodica Mandache, Ruxandra Beldiman, Sanda Nițescu, Sergiu Singer, etc.; Ed. Peter Pan, 2015;
- Bucureștiul meu - Andrei Pleșu, Dan C. Mihăilescu, Ioana Pârvulescu, Tatiana Niculescu, Radu Paraschivescu, Gabriela Tabacu, Horia-Roman Patapievici, Anamaria Smigelschi, Andreea Răsuceanu, Dan Petrescu, Monica Pillat, Andrei Crăciun, Ioana Nicolaie, Adriana Bittel, Corina Ciocârlie, Marius Constantinescu, Mircea Cărtărescu, Neagu Djuvara; Ed. Humanitas, 2016;

## Volume omagiale
- George Rădulescu, Un secol cu Neagu Djuvara, Editura Adevărul, 2010, 2015
- 444 de fragmente memorabile ale lui Neagu Djuvara, Humanitas, 2016

### Interviuri
- "E vremea roadelor. În România mă simt util", Sorin Preda, Formula AS - anul 1999, numărul 367
- Neagu Djuvara: "Europa devine metisă", 12 ianuarie 2005, Hotnews
- Neagu Djuvara - O viață sub semnul miracolului Arhivat în 21 aprilie 2010, la Wayback Machine., 18 septembrie 2007, Rodica Nicolae, Cariere Online
- Neagu Djuvara: „S-a stricat ceva în creierul acestui popor”, 19 noiembrie 2009, Vlad Stoicescu, Evenimentul zilei
- Istoria - între pasiune, vocație și destin, 27 ianuarie 2009, Adrian Nicolae, Descoperă
- Neagu Djuvara: „Vom fi minoritari în țara noastră”, 8 octombrie 2010, George Rădulescu, Adevărul
- Neagu Djuvara, istoric, diplomat, jurist: „Era foarte bună școala noastră, iar eu am făcut la Sinaia“, 29 iunie 2012, Carmen Constantin, Adevărul
- Neagu Djuvara - „Îmi place la nebunie cuvântul ăsta românesc, smerenie”, Dia Radu, Formula AS - anul 2012, numărul 1019
- Despre arta iubirii, cu un mare cunoscător al ei: Neagu Djuvara, Ines Hristea, Formula AS - anul 2010, numărul 940